# Jay Tuck

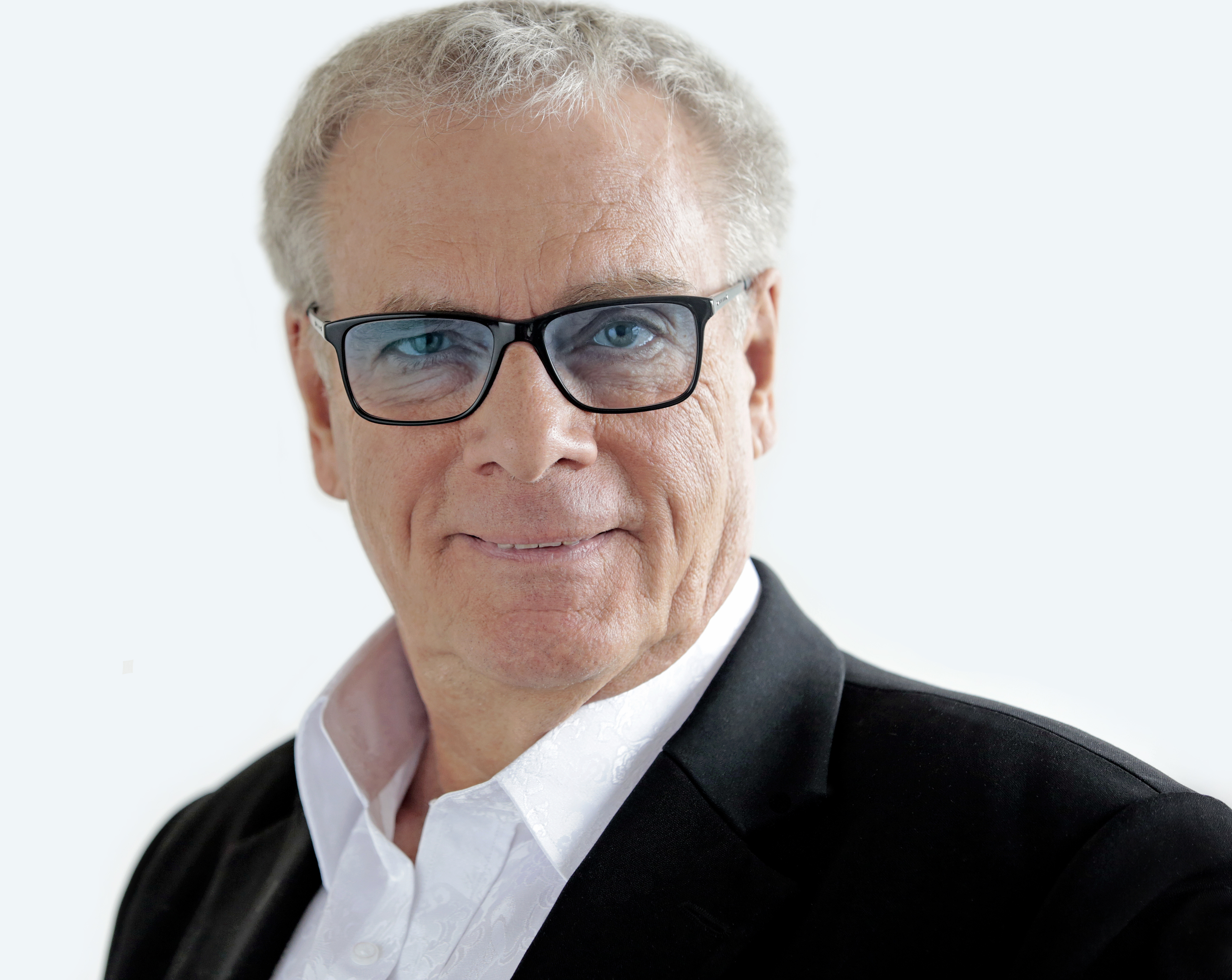
Jay Tuck

Jay Tuck (eigentlich Jay Nelson Tuck, Jr.; * 25. April 1945 in Brooklyn, New York) ist ein US-Sicherheitsexperte, Journalist, Fernsehproduzent, Buchautor, Werbesprecher und Vortragsredner.

## Leben
In seinen 35 Jahren beim deutschen Fernsehen war Tuck investigativer Reporter (NDR-Panorama, WDR-Monitor), Kriegskorrespondent (Tagesschau) und leitender Redakteur (ARD-Tagesthemen). Heute ist er Autor, Keynote Speaker und CEO von Airtime Dubai Ltd, einem internationalen Medienunternehmen mit engen Kontakten in der arabischen Welt. Dort produziert er weiterhin Sendungen für das deutsche Fernsehen, z. B. 3sat, ARD, MDR, N24, Phoenix und ZDF, sowie National Geographic Channel und auch ein halbstündiges Technologie-Magazin für den arabischen Sender Al Jazeera. Als Off-Sprecher prägt er häufig internationale Werbespots und Kinotrailer.

### Kindheit und Jugend
Jay Nelson Tuck, Jr. wurde in Brooklyn, New York als Sohn des Zeitungsjournalisten Jay Nelson Tuck geboren. Er besuchte die Wayne High School in New Jersey und studierte anschließend am Antioch College in Ohio, wo er seine ersten Studentenfilme (The Date und Short Circuit) drehte. Während des Studiums hielt er außerdem Studenten-Jobs im US-Finanzministerium, beim Bundeskartellamt F.T.C. in Washington, D.C. und als Sozialarbeiter in Harlem. Seine journalistische Karriere begann er als 20-jähriger Hörfunk-Reporter bei dem UKW-Sender der Universität.
Sein Studium schloss er 1968 mit einem Bachelor-of-Arts-Diplom in Volkswirtschaft ab.

### Erste Berufsjahre
Nach dem Studium wurde er von Oscar-Preisträger Richard Kaplan für den Kinofilm King - From Montgomery To Memphis über das Leben von Martin Luther King angestellt. Der Film, der später in 1.000 US-Kinos gleichzeitig anlief, wurde für einen Oscar in der Kategorie Dokumentarfilm nominiert. Anschließend wurde Jay Tuck von CBS News in New York als Produktionsassistent angestellt.

### Ersatzdienst in Europa
Als anerkannter US-Kriegsdienstverweigerer während des Vietnamkrieges zog er 1969 nach Deutschland, wo er zwei Jahre lang in der Jugendarbeit in Hamburg seinen zivilen Ersatzdienst ableistete. Während dieser Zeit drehte Tuck diverse Amateurfilme, u. a. Good Day mit der Rockgruppe Nektar.

## ARD-Fernsehjournalist
Seine deutsche TV-Karriere begann er 1971 als Lokalreporter beim Norddeutschen Rundfunk (NDR). Bis 2003 war Jay Tuck beim NDR als festangestellter Journalist beschäftigt, zunächst als investigativer Reporter u. a. bei NDR-Panorama und WDR-Monitor, später als Kriegskorrespondent für die ARD-Tagesschau in den zwei Golf-Kriegen von 1990 und 2003. Zwölf Jahre lang leitete er als verantwortlicher Redakteur die ARD-Tagesthemen. In 35 Berufsjahren beim Deutschen Fernsehen hat Jay Tuck über 600 Berichte und Dokumentarfilme produziert.
Danach folgten Dokumentarsendungen für 3sat, MDR, N24, ZDF, ZDFinfo, ZDFkultur sowie für den National Geographic Channel.
In deutschen Printmedien sind Reportagen von Jay Tuck u. a. im Cicero, Stern, Spiegel, der Welt, Der Welt am Sonntag, im Zeit-Dossier und Zeit-Magazin (Titelgeschichte) erschienen. Im Ausland schrieb er für Oggi in Italien, Panorama in Holland, Vi Menn in Norwegen, Le Point (Titelgeschichte) in Frankreich, Schweizer Illustrierte (Schweiz) sowie Time Magazine in den USA.

## Buchautor
Sein aktuelles Buch „Evolution ohne uns“ (Plassen Verlag, 2016) ist das Ergebnis einer zweieinhalbjährigen Investigativrecherche zum Thema Künstliche Intelligenz. Ausschnitte erschienen vorab im Cicero, Playboy und in der Welt am Sonntag.
Außerdem schrieb er „Die Computer-Spione“, einen Sachbuch-Thriller über Computer-Schmuggel mit NATO-Technologie. In dieser Zeit war der sowjetische Geheimdienst KGB intensiv dabei, NATO-Militärtechnologie in die Sowjetunion zu schmuggeln. Das Buch, das vorab im Playboy und in der Zeitung Die Welt veröffentlicht wurde, erschien u. a. in Deutschland, Frankreich, Italien, Griechenland, dem Vereinigten Königreich und den USA.
Als Vortragsredner und Moderator tritt Tuck bei internationalen Veranstaltungen auf, wie Handelskammern in Hamburg, Köln und Dubai, Goethe-Instituten, Wirtschaftsforen, an Universitäten und bei der Weltbank.
Tuck war Radio-Moderator beim NDR 2-Hörfunk (Die Jay Tuck Show). Als Werbesprecher prägte seine Stimme Hunderte von internationalen TV-Spots und Kinotrailer. Er war außerdem die englische Narration-Stimme in der Originalfassung des Hollywood-Thrillers Alone in the Dark.

### Airtime Dubai & Al Jazeera
Nach seiner Pensionierung von der ARD im Jahr 2002 arbeitet Jay Tuck in den Vereinigten Arabischen Emiraten bei Airtime Dubai Ltd., ein internationales Medienunternehmen mit engen Beziehungen zu den arabischen TV-Sendern der Region. Sein Technologie-Magazin Understanding Tomorrow (عن كثب) wurde fünf Jahre lang für ca. 40 Millionen Zuschauer wöchentlich auf Al Jazeera (arabisch) ausgestrahlt. Er produziert weiterhin Dokumentarsendungen für deutsche TV-Sender wie 3sat, ARD, MDR, N24, Phoenix, ZDF, ZDFinfo, ZDFkultur sowie für den National Geographic Channel.

## Privat

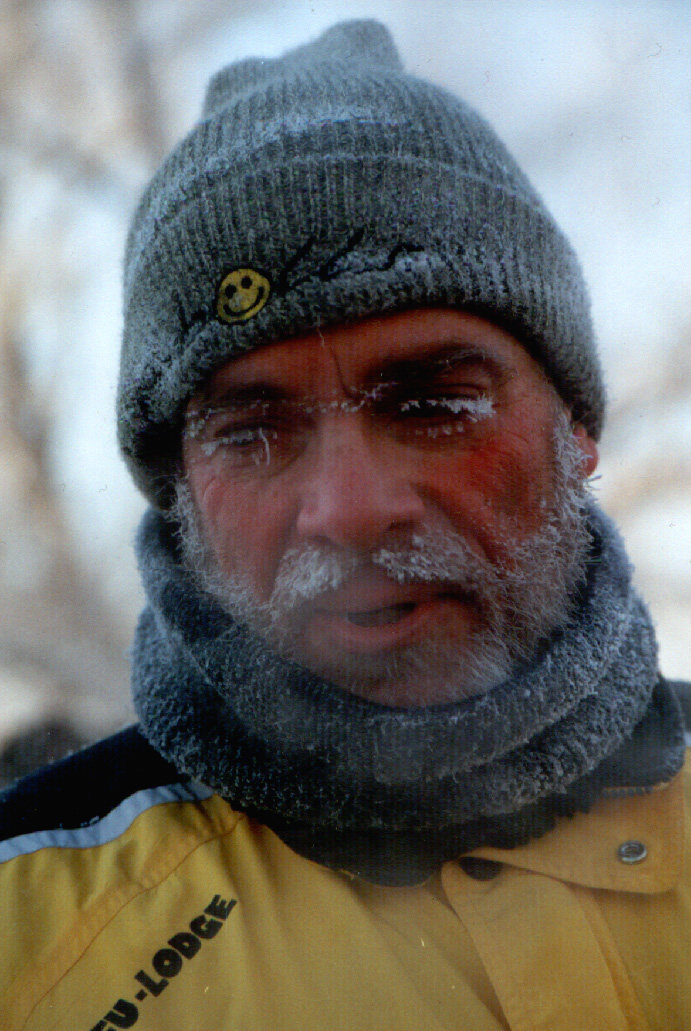
Jay Tuck während des Sibirischen Eismarathons in Omsk, Russland, 2001

In seiner Freizeit ist Jay Tuck Langstreckenläufer und wurde im Jahr 2000 der erste Amerikaner, der bei den Extremtemperaturen des „Sibirian Ice Marathons“ in Omsk gelaufen ist. Jay Tuck ist Vater dreier Töchter und eines Sohnes. Er lebt in Hamburg zusammen mit seiner Ehefrau Heidi (geb. Stigge).

## Preise und Auszeichnungen
- 2016 - Intermedia Globe gold, World Media Festival: Producer/Director, Dokumentarfilm „The Early Years“
- 2012 – Intermedia Globe gold, World Media Festival: Narration, Educational Film, „Active Skin Protection“ (Paul Hartmann AG)
- 2011 – Intermedia Globe silver, World Media Festival: Producer/Director, Image Film „Welcome to the Skies“ (Gulf Air)

## Bücher
- Evolution ohne uns. Plassen Verlag, Kulmbach, ISBN 978-3-86470-401-7
- Die Computer-Spione. Heyne Verlag, München, ISBN 3-453-02008-1
- High-Tech Espionage. St. Martins Press, New York, ISBN 978-0-7088-3271-4
- The T Directorat. St. Martin’s Press, New York, ISBN 978-0-312-90835-5
- High-Tech Espionage. Sidgwick & Jackson, London ISBN 978-0-283-99292-6
- La Guerre des Ordinateurs. Plon, Paris 2002, ISBN 978-2-259-01421-2
- Il gioco della conchiglia (Computer Connection). Adnkronos libri, Rome 1985
- Ο πόλεμος των computers - Οι Πειρατές της Πληροφορικής (War of computers - Pirates of Information). Roes Publishing, Athens, 1986
- Direktorat T. Kriminalistik-Verlag, Köln 2002, ISBN 978-3-7832-1387-4